# Stockton Rush

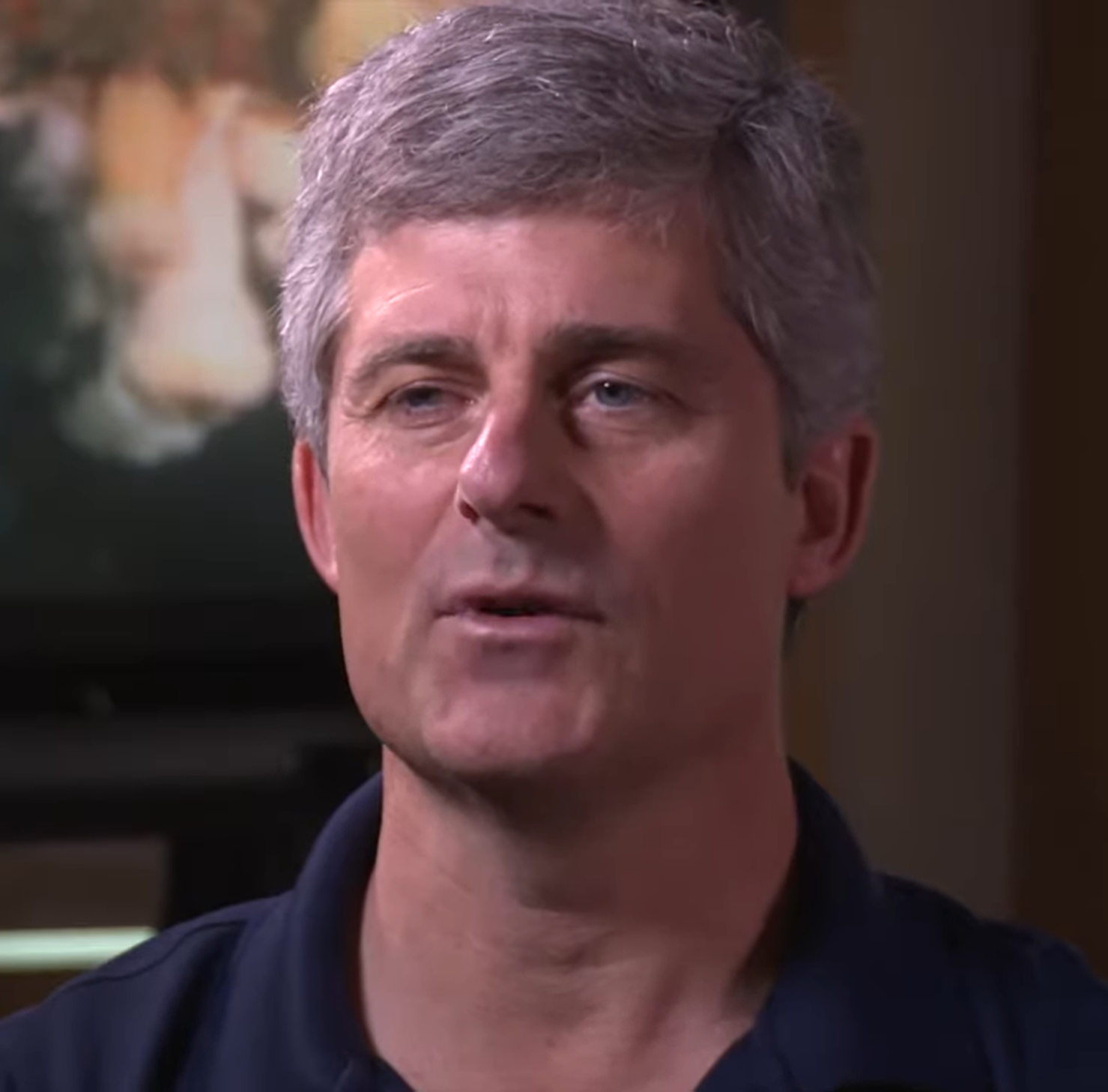
Stockton Rush, 2015

Richard Stockton Rush III (* 31. März 1962 in San Francisco; † 18. Juni 2023 im Nordatlantik) war ein US-amerikanischer Unternehmer. Im Jahr 2009 gründete er das Unternehmen OceanGate, dessen CEO er war.
Im Juni 2023 kam er bei einer Expedition zum Wrack der Titanic in dem von ihm entwickelten Tiefsee-U-Boot Titan ums Leben, das in rund 3300 Meter Tiefe unter dem Druck implodierte, sodass alle fünf Insassen den Tod fanden.

## Herkunft und Werdegang
Stockton Rush war ein Nachfahre von Benjamin Rush und Richard Stockton, zweier Gründerväter der Vereinigten Staaten.
Rush studierte an der Princeton University und machte 1984 einen BSE-Abschluss in Aerospace, Aeronautical and Astronautical Engineering, später studierte er an UC Berkeley Haas School of Business Betriebswirtschaftslehre und machte 1989 seinen MBA-Abschluss.
Er absolvierte an der United Airlines Jet Training Institute 1981 im Alter von 19 Jahren seinen Pilotenschein und war auf Maschinen des Typs Douglas DC-8 als Kopilot bei Flügen nach Europa und dem Nahen Osten in den Semesterferien eingesetzt.
Seit 1986 war er mit Wendy Weil Rush verheiratet. Sie ist eine Ururenkelin von Isidor und Ida Straus, zwei prominenten Todesopfern des Untergangs der Titanic und Enkelin von Richard Weil.
Nach dem Universitätsabschluss ging Rush zu McDonnell Douglas und wurde Test-Ingenieur für das F-15-Programm und arbeitete auf US-Air-Force-Basen. Er baute selbst ein Experimentalflugzeug (Glasair III) und später ein stark modifiziertes Zwei-Personen-U-Boot (Kittredge K-350). 2009 gründete Stockton Rush die Firma OceanGate Expeditions und war ihr CEO. 2012 wurde die Non-Profit-Organisation OceanGate Foundation gegründet.
Rush saß im Vorstand der BlueView Technologies, eines Sonar-Herstellers.
Rush wurde im Februar 2023 von einem Ehepaar aus Florida wegen Betrugs verklagt, das behauptete, seine im Jahr 2016 gebuchte und zunächst für 2018 geplante Hochseereise zur Titanic sei wiederholt verschoben und schließlich abgesagt worden. Versuche, eine Rückerstattung zu erhalten, seien ignoriert worden. Rush habe sie um 210.258 US-Dollar betrogen. Die Klage wurde nach Rushs Tod zurückgezogen.

## Tod
Stockton Rush war einer der fünf Insassen und Pilot des Tauchboots Titan, als dieses am 18. Juni 2023 zu einer Expedition zum Wrack der Titanic in 3800 m Tiefe aufbrach. Nach einer Stunde und 45 Minuten brach die Kommunikation zum Mutterschiff Polar Prince, die für die Navigation des Tauchboots notwendig war, ab. Danach galt das Tauchboot mit der Besatzung als vermisst, bis am 22. Juni 2023 ein ferngesteuertes Unterwasserfahrzeug im Auftrag der US-amerikanischen Küstenwache Trümmerteile des zerstörten Boots auffand.
Laut dem Magazin Insider bat der Tiefseeerkundungs-Experte Rob McCallum mehrmals den Betrieb einzustellen, da er Kohlenstofffasern von Boeing für U-Boote als nicht geeignet betrachtet. Im Jahr 2021 erwiderte Stockton Rush, dass „Kohlenstofffaser in Bezug auf Festigkeit und Auftrieb dreimal besser ist als Titan“. Weiter sagte er, dass er einige Regeln gebrochen habe, um Innovationen anzugehen.